# Heilige Familie (Piła)

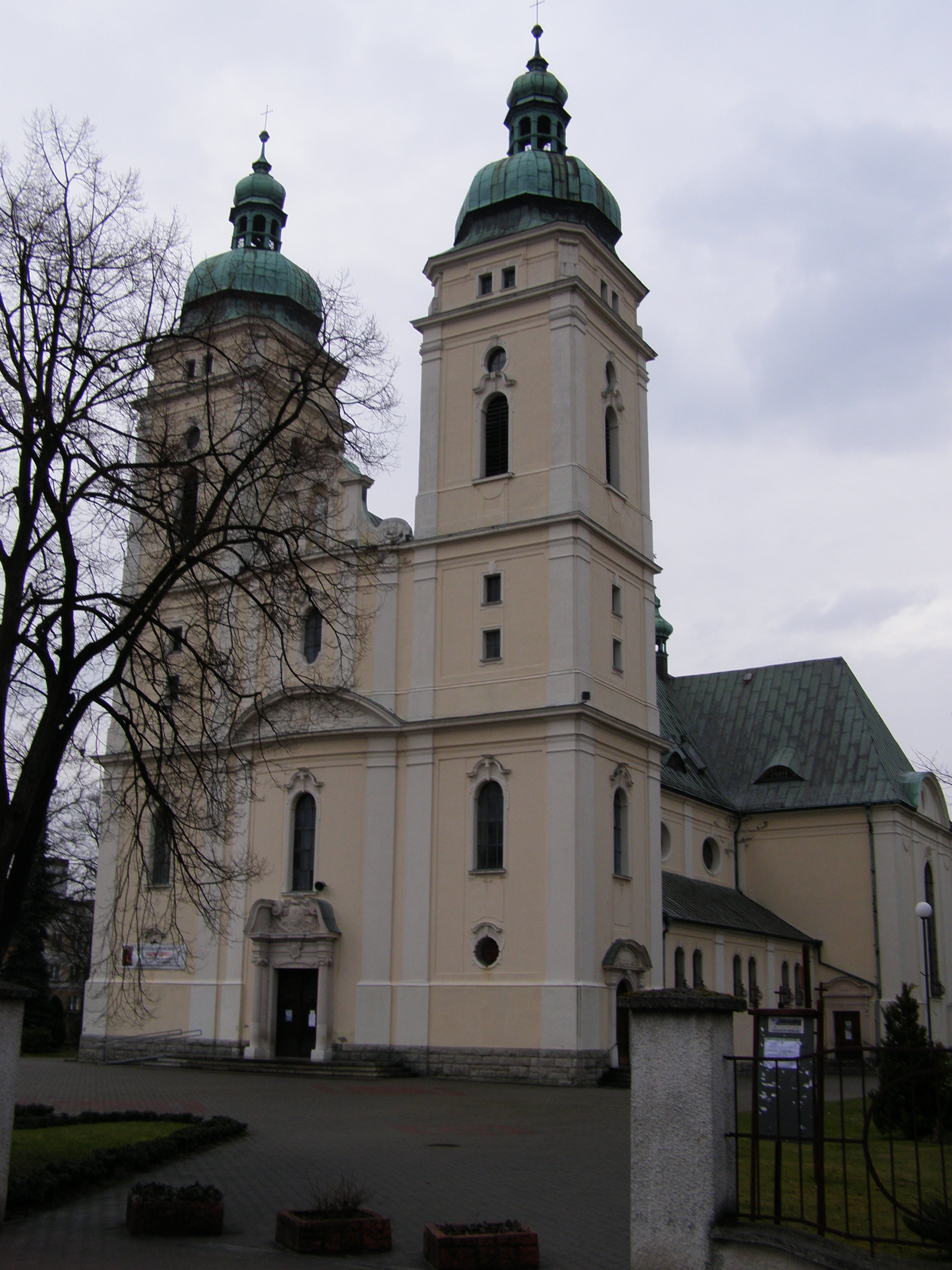
Zur Heiligen Familie

Diw Kirche Zur Heiligen Familie (polnisch sw. Rodziny) ist eine römisch-katholische Pfarrkirche in Piła (deutsch Schneidemühl) in der polnischen Woiwodschaft Großpolen. Die Kathedrale der damaligen Prälatur Schneidemühl ist der Heiligen Familie gewidmet und gehört heute zum Bistum Koszalin-Kołobrzeg. Die  denkmalgeschützte Kirche wurde in den 1910er Jahren im Stil des Neobarocks im Stadtzentrum auf der Westseite des Flusses Gwda errichtet.

## Geschichte
Der Bau der Kirche wurde von Pater Adalbert Lenz im damaligen Schneidemühl begonnen. Eine Gedenktafel an ihn befindet sich unter der Orgelempore. Die Kirche wurde von dem Berliner Architekten Oskar Siede entworfen.
Das Gotteshaus diente bis zu deren Auflösung 1945 als Kathedrale der freien Prälatur Schneidemühl, die 1926 vom Apostolischen Administrator Maximilian Kaller von Tütz in das zentraler gelegene Schneidemühl verlegt worden war. Ab 1946 wurde sie Pfarrkirche anstelle der älteren Kirche St. Johannes, die nach Kriegsschäden nicht mehr repariert und 19765 gesprengt wurde.

## Architektur
Die neobarocke Kreuzkirche wurde von 1912 bis 1915 als Backsteinbau auf einem Steinfundament errichtet. Das Portal der zweitürmigen Kirche wird von zwei seitlichen, runden Säulen aus Stein getragen.
Der dreischiffige Innenraum der Basilika ist mit verputzen Ziegelgewölben ausgestattet. Das ursprünglich mit Tonziegeln gedeckte Dach ist seit 1983 mit Kupferplatten eingedeckt. Das Kirchenschiff, das Querschiff und der Chor sind gleich hoch, die Seitenschiffe sind halb so hoch. Der Altarraum wird von einer fünfeckigen Apsis abgeschlossen. Daran schließen sich im Süden eine Sakristei und im Norden eine Kapelle an. Die Kirche wird von Westen her von zwei Türmen überragt. Einer der Türme trägt vier Glocken, drei aus Stahlguss und eine aus Bronze. Die drei Stahlgussglocken wurden 1922 vom Bochumer Verein gegossen. Im Jahr 2021 wurden die Glocken einer Restaurierung unterzogen.
Im Inneren ist das Hauptschiff von den Seitenschiffen durch Säulen getrennt, die eine Arkade mit einem Korbbogen bilden. Die Gewölbe sind mit Gemälden der Künstler Henrik Kot und Teodor Shukula im Barockstil geschmückt, die Szenen aus dem Leben der Heiligen Familie, des heiligen Don Bosco und der vier Evangelisten sowie die Engelskapelle über dem Chor darstellen. Das Mittelschiff wird mit großen Stichkappenfenstern beleuchtet.

## Orgel
Der Orgelprospekt ist im Barockstil mit drei Gruppen gehalten. Die romantische Orgel wurde 1920 von Paul Voelkner gebaut und ist die einzige Konzertorgel in Nord-Großpolen. Sie verfügt über 30 originale romantische Stimmen. Die Disposition lautet:
| I. Manual C–g3 |                  |            |
| 1.             | Principal        | 8′         |
| 2.             | Gemshorn         | 8′         |
| 3.             | Dolcian          | 8′         |
| 4.             | Gambe            | 8′         |
| 5.             | Flute harmonique | 8′         |
| 6.             | Quintaton        | 8′         |
| 7.             | Octav            | 4′         |
| 8.             | Rohrflöte        | 4′         |
| 9.             | Rausch quinte    | 2 ⁄3′ + 2′ |
| 10.            | Cornett II–IV    |            |
| 11.            | Mixtur III–IV    |            |
| 12.            | Trompet          | 8′         |

| II. Manual C–g3 |                       |     |
| 13.             | Gedackt               | 16′ |
| 14.             | Geigenprincipal       | 08′ |
| 15.             | Konzertflöte          | 08′ |
| 16.             | Liebl.gedackt         | 08′ |
| 17.             | Schalmei              | 08′ |
| 18.             | Aeoline               | 08′ |
| 19.             | Vox coelestis         | 08′ |
| 20.             | Principal             | 04′ |
| 21.             | Traversflöte          | 04′ |
| 22.             | Violine               | 04′ |
| 23.             | Harmonia aetherea III |     |
| 24.             | Horn                  | 08′ |

| Pedal C– |               |     |
| 25.      | Principalbass | 16′ |
| 26.      | Subbass       | 16′ |
| 27.      | Violon        | 16′ |
|          | Gedackt       | 16′ |
| 28.      | Octavbass     | 08′ |
| 29.      | Cello         | 08′ |
| 30.      | Posaune       | 16′ |

- Koppeln: II/I, I/P, II/P

Suboktavkoppel: II/I
Superoktavkoppel: II/II
- Spielhilfen: Feste Kombinationen: P, F, mF, Tutti, Pianopedal, Crescendowalze, Schwelltritt (II)
- Effektregister: Tremulant